# Округ Паудер Ривер (Монтана)
Паудер Ривер (енгл. Powder River County) округ је у америчкој савезној држави Монтана.

## Демографија
По попису из 2010. године број становника је 1.743, што је 115 (-6,2%) становника мање него 2000. године.
| Група             | 2000.         | 2010.         |
| Белци             | 1.803 (97,0%) | 1.645 (94,4%) |
| Афроамериканци    | 0 (0,0%)      | 1 (0,1%)      |
| Азијати           | 2 (0,1%)      | 3 (0,2%)      |
| Хиспаноамериканци | 11 (0,6%)     | 24 (1,4%)     |
| Укупно            | 1.858         | 1.743         |